# Paatos
Paatos är ett svenskt band som består av Petronella Nettermalm, Ricard "Huxflux" Nettermalm, Peter Nylander och Ulf "Rockis" Ivarsson. Paatos bildades i augusti 2000. Paatos musik beskrivs ofta som progressiv rock. 

## Historia
Paatos bildades 2000 av Reine Fiske, Stefan Dimle, Huxflux Nettermalm och Johan Wallen från banden Landberk och Agg. Samarbetet började med att de spelade tillsammans med Turid på en folkrockfestival, och sedan fortsatte de att spela instrumentalt utan henne. Efter ett par spelningar rekryterade de sångerskan Petronella Nettermalm. 
Bandet släppte ep:n Tea/Perception under våren 2001. Följande år släppte de sitt debutalbum, Timeloss. I samma veva lämnade Fiske gruppen och ersattes av bandets nuvarande gitarrist Peter Nylander. 2003 fick de ett skivkontrakt med Insideout Music och började arbeta med en andra skiva. Den släpptes våren 2004 fick namnet Kallocain. Som ett resultat av att Paatos agerade förband åt Porcupine Tree våren 2003 är skivan mixad av Steven Wilson, sångare och gitarrist i det bandet. Sedan Johan Wallen och Stefan Dimle lämnat bandet under våren 2009, har en ny basist rekryterats i Ulf "Rockis" Ivarsson.

## Diskografi
- Perception/Tea (2001, EP)
- Timeloss (2002)
- Kallocain (2004)
- Silence of Another Kind (2006)
- Sensors (2008)
- Breathing (2011)
- V (2012)
- Ligament (2025)